# Jacutinga (Rio Grande do Sul)
Jacutinga è un comune del Brasile nello Stato del Rio Grande do Sul, parte della mesoregione del Noroeste Rio-Grandense e della microregione di Erechim.

## Amministrazione

### Gemellaggi
- Pederobba, Italia